# 黑爾鎮區 (堪薩斯州羅林斯縣)
黑爾鎮區（英語：Herl Township）為美國堪薩斯州羅林斯縣轄下的鎮區。2010年美国人口普查中該鎮區人口有310人。

## 地理
黑爾鎮區涵蓋總面積為490.86平方（189.52平方英里），其中490.83平方（189.51平方英里）為陸地，0.03平方（0.012平方英里）或0.01%為水域。海拔高度845（2,772英尺）。

## 人口統計
根據2010年美國人口普查，黑爾鎮區人口有310人，住房208戶，人口密度為0.63人/每平方公里。此鎮區居民之種族中，白人有303人，非裔美國人有3人，美洲原住民有0人，亞裔美國人有0人，太平洋島裔美國人有0人，其他種族有0人，混血種族則有4人。此外此鎮區有2人為西班牙裔或拉丁裔美國人。

## 交通

### 主要公路
- 36號美國國道
- 117號堪薩斯州州道